# ماساشی اوتانی (بازیکن فوتبال، زاده ۱۹۹۴)
ماساشی اوتانی (ژاپنی: 大谷 真史؛ زادهٔ ۱۴ ژوئن ۱۹۹۴) یک بازیکن فوتبال اهل ژاپن است.
از باشگاه‌هایی که در آن بازی کرده‌است می‌توان به باشگاه فوتبال ایواته گرولا موریوکا اشاره کرد.